# Myristica colinridsdalei
Espèce
Statut de conservation UICN

 VU B1+2c : Vulnérable
Myristica colinridsdalei est une espèce de plantes du genre Myristica de la famille des Myristicaceae.